# Schweizer Fussballnationalmannschaft der Frauen/Weltmeisterschaften
Der Artikel enthält eine ausführliche Darstellung der Schweizer Fussballnationalmannschaft der Frauen bei Weltmeisterschaften. Die Schweiz konnte sich 2014 erstmals für die WM-Endrunde 2015 qualifizieren. Sie war die neunte europäische Mannschaft, die sich für eine WM-Endrunde der Frauen und die erste europäische Mannschaft, die sich zuerst für eine WM und dann für eine Europameisterschaft qualifizieren konnte.

## Die Nationalmannschaft bei Weltmeisterschaften

### Übersicht
| Jahr | Gastgeberland         | Teilnahme bis …    | Gegner  | Ergebnis | Trainer                  | Bemerkungen und Besonderheiten |
| ---- | --------------------- | ------------------ | ------- | -------- | ------------------------ | --- |
| 1991 | Volksrepublik China   | nicht qualifiziert |         |          |                          | In der Qualifikation für die Fussball-Europameisterschaft der Frauen 1991 an Dänemark und Italien gescheitert.                                                                          |
| 1995 | Schweden              | nicht qualifiziert |         |          |                          | In der Qualifikation für die EM 1995 an Deutschland und Kroatien gescheitert, das sich aber auch nicht qualifizieren konnte.                                                            |
| 1999 | USA                   | nicht qualifiziert |         |          |                          | In der Qualifikation an Italien und Finnland gescheitert, das sich aber auch nicht qualifizieren konnte.                                                                                |
| 2003 | USA                   | nicht qualifiziert |         |          |                          | In der Qualifikation an Schweden und Dänemark gescheitert, das sich aber auch nicht qualifizieren konnte.                                                                               |
| 2007 | Volksrepublik China   | nicht qualifiziert |         |          |                          | In der Qualifikation an Weltmeister Deutschland gescheitert. |
| 2011 | Deutschland           | nicht qualifiziert |         |          |                          | In der Qualifikation in den europäischen Play-offs an Italien gescheitert, das in den interkontinentalen Play-offs an den USA scheiterte.                                               |
| 2015 | Kanada                | Achtelfinal        | Kanada  | 15.      | Martina Voss-Tecklenburg | In der Gruppenphase traf die Mannschaft auf Japan, Ecuador sowie Kamerun und erreichte als einer der vier besten Gruppendritten den Achtelfinal.                                        |
| 2019 | Frankreich            | nicht qualifiziert |         |          |                          | In der Qualifikation im Play-off-Final an Europameister Niederlande gescheitert. |
| 2023 | Australien/Neuseeland | Achtelfinal        | Spanien | 14.      | Inka Grings              | In der Qualifikation setzten sich die Schweizerinnen in den Play-offs der Gruppenzweiten gegen Wales durch. Bei der Endrunde Gruppensieger vor Norwegen, Neuseeland und den Philippinen |

### Statistik
(Angaben inkl. 2023: Neun Weltmeisterschaften)
- nicht qualifiziert: siebenmal (77,8 %)
- qualifiziert: zweimal (22,2 %)
  - Achtelfinal: zweimal (22,2 %)

## Die Turniere

### WM 1991 in der Volksrepublik China
Die Schweiz scheiterte bereits in der Qualifikation für die Fussball-Europameisterschaft der Frauen 1991, die als Qualifikation für die erste WM der Frauen in der Volksrepublik China diente. Dabei trafen die Schweizerinnen auf Dänemark, Italien und Spanien. Lediglich in und gegen Spanien konnten mit einem 0:0 bzw. einem 2:1-Sieg Punkte geholt werden. Als Dritte schieden die Schweizerinnen aus. Dänemark und Italien qualifizierten sich für die WM.

### WM 1995 in Schweden
Vier Jahre später scheiterte die Schweiz in der Qualifikation für die EM 1995. Diesmal waren Titelverteidiger Deutschland und Kroatien stärker. Lediglich gegen den dritten Gruppengegner Wales wurden beide Spiele gewonnen (3:2 und 4:2). Zudem wurde beim 1:1 in Kroatien ein Punkt geholt. Deutschland gewann mit sechs Spielen und erzielte dabei 55:0 Tore – ein bis heute gültiger Rekord. Das 0:11 gegen Deutschland im letzten Spiel ist bis heute die höchste Niederlage der Schweizerinnen.

### WM 1999 in den USA
Für die dritte Weltmeisterschaft setzte die UEFA erstmals Qualifikationsspiele an. Bis heute ist die UEFA der einzige Kontinentalverband, der separate WM-Qualifikationsspiele durchführt. Die Schweiz traf auf Italien, Finnland und Frankreich und verlor alle Spiele. Gruppensieger Italien qualifizierte sich direkt für die WM, Finnland scheiterte in den Play-offs der Gruppenzweiten an Russland.

### WM 2003 in den USA
Eigentlich sollte die WM 2003 dann wieder in der Volksrepublik China stattfinden. Wegen der SARS-Epidemie wurde das Turnier kurzfristig in die USA verlegt. Damit fand die Weltmeisterschaft zum zweiten Mal in den USA statt. Für die Schweiz verlief die Qualifikation nur geringfügig besser. Immerhin konnte man die Finninen, die vier Jahre zuvor noch vor ihnen lagen, hinter sich lassen. Hinter den punktgleichen Schwedinnen und Däninnen wurde aber nur Platz 3, punktgleich mit Finnland, belegt. Gruppensieger Schweden qualifizierte sich direkt, Dänemark scheiterte in den Play-offs der Gruppenzweiten an Frankreich, das sich dann nach weiteren Spielen gegen England erstmals qualifizierte.

### WM 2007 in der Volksrepublik China
Vier Jahre später fand dann die WM doch zum zweiten Mal in der Volksrepublik China statt. Die Schweiz traf in der Qualifikation auf Weltmeister Deutschland, Russland, Schottland und Irland. Lediglich in den Heimspielen gegen Irland und Schottland konnten mit einem 2:0 bzw. 1:1 Punkte geholt werden. Damit wurde die Schweiz Gruppenletzter. Weltmeister Deutschland setzte sich mit acht Siegen in acht Spielen souverän durch und fuhr zur WM, um den Titel zu verteidigen, was auch gelang.

### WM 2011 in Deutschland
Die Qualifikation für die WM im Nachbarland verlief dann schon deutlich besser. In der Gruppenphase wurde der erste Platz vor Russland, Irland, Israel und Kasachstan belegt. Dabei wurden sieben Spiele gewonnen und nur eines – das Heimspiel gegen Russland – verloren. Der erste Platz bedeutete diesmal aber nicht die direkte Qualifikation für die WM. Vielmehr wurden die acht Gruppensieger für die Play-off-Runde aufgrund der Resultate der Qualifikationsspiele zur Europameisterschaft 2009 und zur Weltmeisterschaft 2011 in jeweils vier gesetzte und ungesetzte Mannschaften aufgeteilt. Aufgrund der vorherigen schlechten Ergebnisse wies die Schweiz den kleinsten Koeffizienten auf. Für die erste Runde wurde die Schweiz gegen England gelost, verlor aber beide Spiele (0:2 und 2:3), womit England für die WM qualifiziert war. Die vier Verlierer spielten dann noch in zwei weiteren Runden einen Platz in den interkontinentalen Play-offs gegen die USA aus. Die Schweiz setzte sich dabei in der 2. Runde mit einem 3:1-Sieg in Dänemark und einem torlosen Remis im Heimspiel durch und traf in der dritten Runde auf die Italienerinnen. Beide Spiele wurden verloren: 0:1 in Italien und 2:4 im heimischen Aarau. Italien verlor dann aber beide Spiele gegen die USA mit 0:1 und qualifizierte sich damit auch nicht für die WM.

### WM 2015 in Kanada

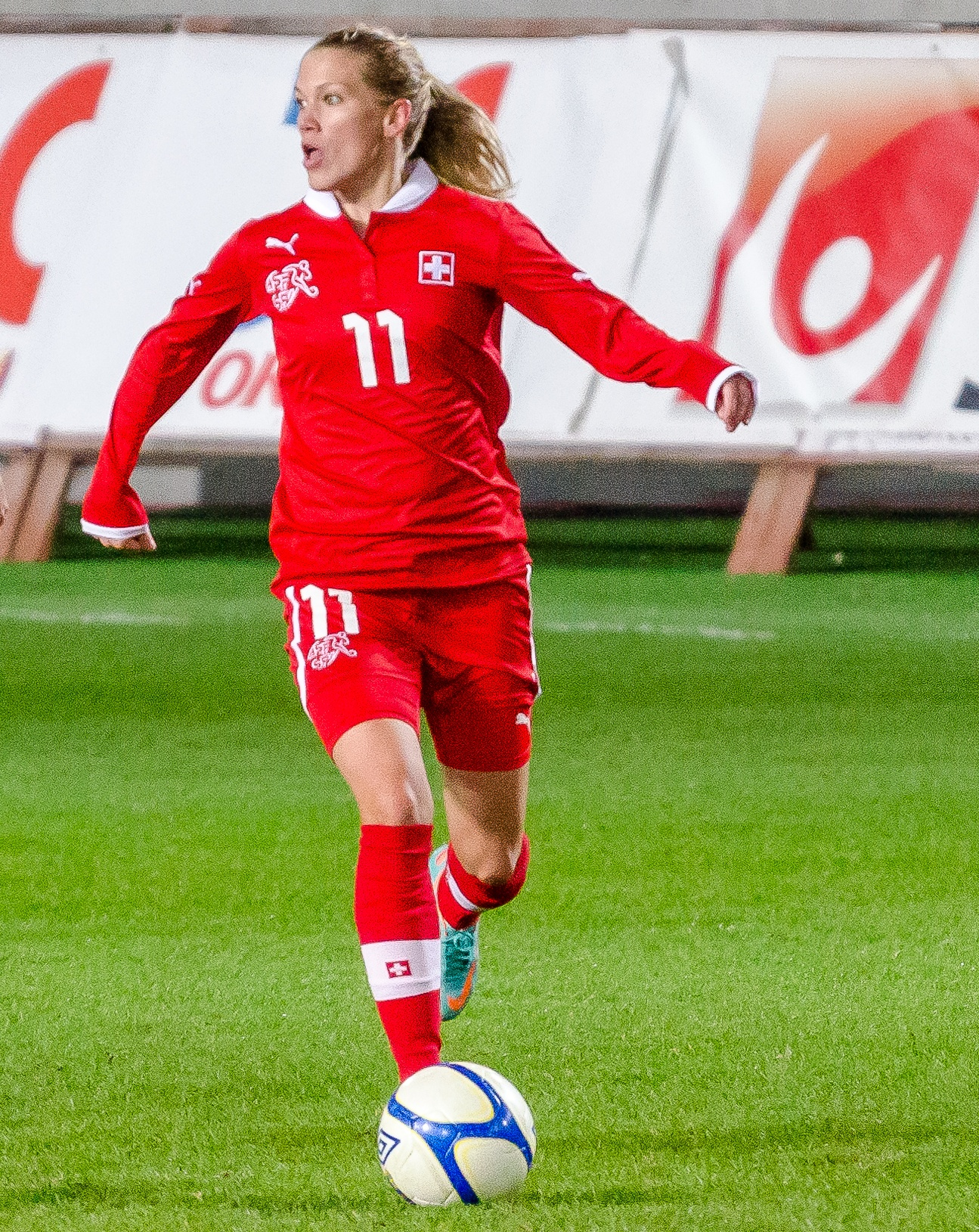
Lara Dickenmann, beste Torschützin für die Schweiz in der WM-Qualifikation (11 Tore)

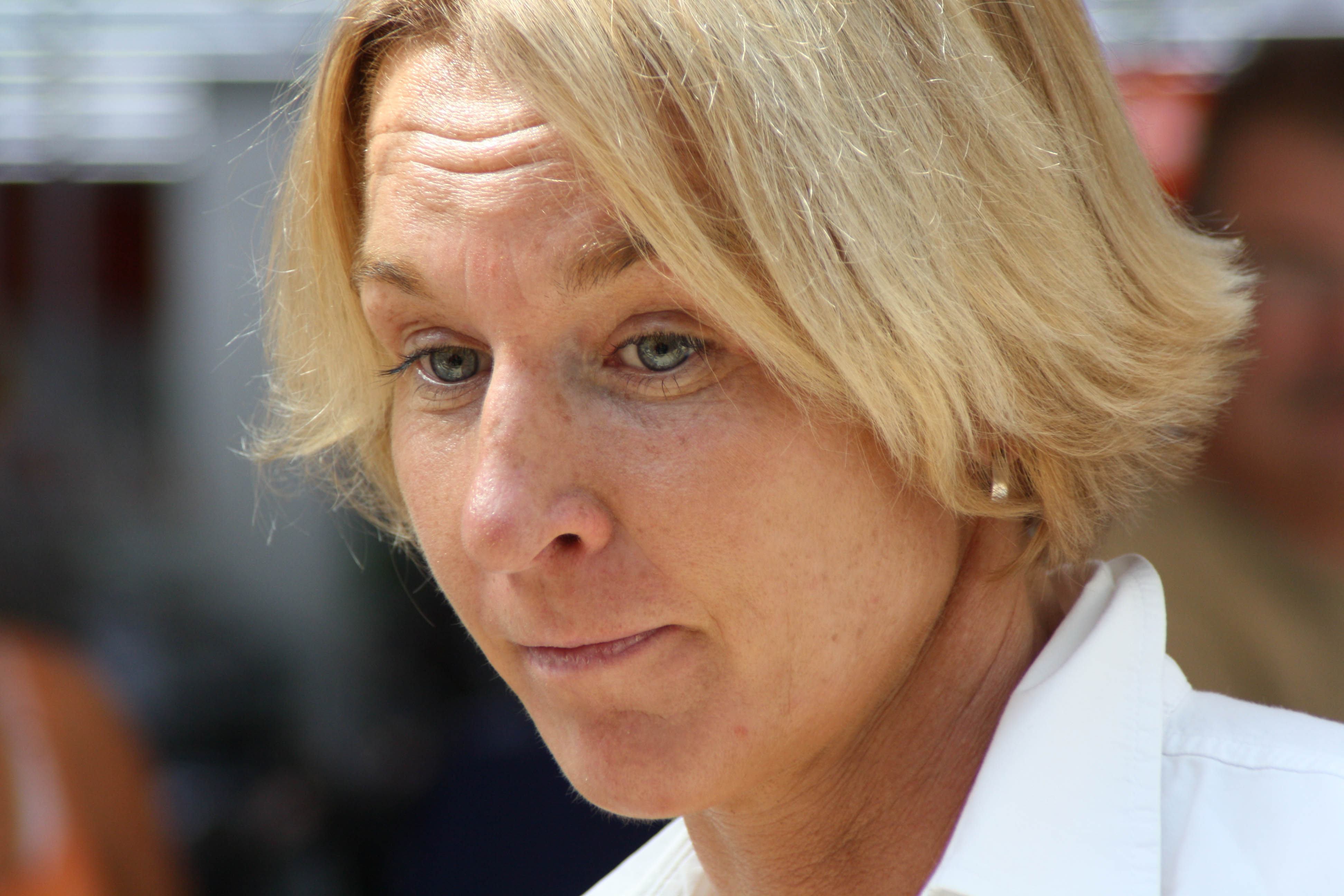
Martina Voss-Tecklenburg führte die Schweizerinnen zur ersten WM-Teilnahme

Vier Jahre später qualifizierte sich die Schweiz dann endlich und eindrucksvoll für die WM. Vor der Qualifikation für die EM 2013 wurde die 125-malige deutsche Nationalspielerin Martina Voss-Tecklenburg als Nationaltrainerin verpflichtet. Diese hatte 2009 als Trainerin den FCR 2001 Duisburg zum Sieg im UEFA Women’s Cup geführt. Zwar gelang wieder nicht die Qualifikation, aber immerhin wurden fünf von zehn Spielen gewonnen. Bei der Auslosung der Qualifikation für die WM in Kanada waren die Schweizerinnen damit schon Topf 3 zugeordnet und wurden der Gruppe mit den höher eingeschätzten Däninnen und Isländerinnen zugelost, die zwei Jahre zuvor bei der EM 2013 noch den Viertelfinal erreicht hatten. Die Däninnen waren sogar erst im Halbfinal der EM ausgeschieden. Die Schweiz begann die Qualifikation mit Siegen gegen Serbien (9:0), in Island (2:0), in Dänemark (1:0), in Israel (5:0) und erreichte beim 11:0 gegen Malta ihren bisher höchster Länderspielsieg. Danach folgte mit einem 1:1 im Heimspiel gegen Dänemark der einzige Punktverlust. Die restlichen Spiele wurden gewonnen, und bereits als sich Dänemark und Island am 15. Juni 2014 mit 1:1 trennten, war die Schweiz als erste europäische Mannschaft und einzige aus Topf 3 zum ersten Mal für die Endrunde qualifiziert.

Startaufstellungen im ersten WM-Spiel der Schweizerinnen

Trotz der eindrucksvollen Qualifikation war die Schweiz bei der Auslosung der Gruppen nicht gesetzt und wurde der Gruppe mit Titelverteidiger Japan zugelost, gegen den die Schweizerinnen in ihrem ersten WM-Spiel antreten mussten. Weitere Gegner waren die ebenfalls zum ersten Mal qualifizierten Mannschaften aus Kamerun und Ecuador, das sich als letzte Mannschaft für die WM qualifizierte. Zuvor hatte die Schweiz gegen keine dieser Mannschaften gespielt.
Im ersten Spiel gegen Titelverteidiger Japan verlor sie durch einen Penalty mit 0:1, war aber insbesondere in der zweiten Halbzeit die bessere Mannschaft. Gegen Ecuador, den zweiten Neuling dieser Gruppe, benötigten die Schweizerinnen trotz einer Vielzahl von Chancen zunächst die Mithilfe einer Ecuadorianerin, waren dann aber in der zweiten Halbzeit zielsicherer und erzielten mit dem 10:1 den höchsten Sieg eines WM-Neulings und dritthöchsten der Frauen-WM-Geschichte. Gegen den dritten Neuling der Gruppe dominierten sie in der ersten Halbzeit das Spiel, erzielten aber nur ein Tor. In der zweiten Halbzeit wurde Kamerun stärker und drehte das Spiel. Als drittbeste Gruppendritte qualifizierten sich die Schweizerinnen aber dennoch für den Achtelfinal. Hier waren sie gegen Gastgeber Kanada zwar auch die spielbestimmende Mannschaft, scheiterten aber immer wieder an der kanadischen Abwehr und deren Torhüterin. Selbst liessen sie nur eine kanadische Kombination zu, die dann aber prompt das 0:1 bedeutete. Damit schied die Schweiz als vorletzter Neuling aus und hatte auch die direkte Qualifikation für das Fussballturnier der Frauen bei den Olympischen Spielen 2016 verpasst, hatte aber noch die Chance, in Barragespielen gegen die drei anderen europäischen Achtelfinalverlierer das dritte europäische Olympiabillett zu erhalten. Endgültig verspielte man diese Chance in ebendiesen Play-offs, als man nur Dritter hinter Schweden und den Niederlanden wurde.

### WM 2019 in Frankreich
Bei der Auslosung der Qualifikationsgruppen waren die Schweizerinnen, die 2017 erstmals an einer EM-Endrunde teilgenommen hatten, Topf A zugeteilt und galten als Favorit ihrer Gruppe, in der sie die einzige Mannschaft mit WM-Erfahrung waren. Gegner waren Schottland, gegen das die Schweizerinnen zuvor noch nicht gewonnen hatten (4 Remis und 5 Niederlagen), Polen (zuvor 3 Siege) sowie erstmals Albanien und Belarus. Die Schweizerinnen starteten denn auch mit zwei Siegen gegen Albanien sowie Siegen gegen Polen und Belarus und gewannen dann erstmals gegen die Schottinnen mit 1:0. Dann wurde bekannt, dass Nationaltrainerin Voss-Tecklenburg nach der Qualifikation ihr Amt aufgeben und den Posten der deutschen Bundestrainerin übernehmen würde. Davon unbeeindruckt, gewannen die Schweizerinnen noch vor der Sommerpause im Juni 2018 in Belarus mit 5:0, verloren dann aber nach der Sommerpause in Schottland mit 1:2. Dennoch sprach der direkte Vergleich aufgrund der Auswärtstorregel gegenüber den Schottinnen und der besseren Tordifferenz noch für die Schweiz, sofern sie das letzte Spiel in Polen gewann. Dort kamen sie aber nur zu einem torlosen Remis, während die Schottinnen in Albanien gewannen und sich damit erstmals für die WM-Endrunde und als einziger europäischer Neuling qualifizierten. Als zweitbeste Gruppenzweite waren die Schweizerinnen aber für die Play-offs der besten Gruppenzweiten qualifiziert. Hier trafen sie zunächst im Halbfinal auf Belgien, das wie die Schweiz 2017 erstmals an einer EM-Endrunde teilgenommen hatte, sich aber noch nie für eine WM qualifizieren konnte. Mit einem 2:2 in Belgien und einem 1:1 im Heimspiel qualifizierte sich die Schweiz durch die Auswärtstorregel für den Play-off-Final. Hier traf sie auf die Niederländerinnen, die wie die Schweiz vier Jahre zuvor erstmals bei einer WM-Endrunde dabei waren und 2017 die EM gewonnen hatten. Im Hinspiel verlor die Schweiz in Utrecht nach torloser erster Halbzeit mit 0:3. Im Rückspiel geriet sie zwar bereits in der siebten Minute nach einer roten Karte für den niederländischen Captain Anouk Dekker in Überzahl, konnte diese aber nicht ausnutzen, und nachdem Vivianne Miedema mit ihrem siebten Qualifikationstor die Niederländerinnen in der 52. in Führung gebracht hatte, benötigten die Schweizerinnen schon fünf Tore zur erfolgreichen Qualifikation. Ihnen gelang aber nur noch ein Tor, und so qualifizierten sich die Niederländerinnen zum zweiten Mal für eine WM-Endrunde. Durch die Nichtqualifikation fiel die Schweiz in der ewigen Tabelle um einen auf den 23. Platz.

### WM 2023 in Australien und Neuseeland
Für die Fussball-Weltmeisterschaft der Frauen 2023 wurden die Schweizerinnen aus Topf 2 in die Gruppe G mit Italien, Rumänien, Kroatien, Moldau und Litauen gelost. Italien ist häufigster Gegner der Schweiz. Von zuvor 26 Länderspielen konnte die Schweiz nur vier gewinnen, 20 gingen verloren. Beide trafen auch regelmässig in Qualifikationen aufeinander, bisher in der EM-Qualifikation 1984, 1987, 1989, 1991, 2005, 2017 und der WM-Qualifikation 1999, 2011. Rumänien war Gegner in der EM-Qualifikation 2013, 2022, Kroatien in der EM-Qualifikation 1995, 1997, 2022 und Litauen in der EM-Qualifikation 2022. Gegen die Republik Moldau wurde erstmals gespielt. Die Eidgenossinnen begannen die Qualifikation im Herbst 2021 mit sechs Siegen, darunter ein 2:1 in Italien. Im ersten Qualifikationsspiel im Jahr 2022 erreichten sie in Rumänien aber nur ein 1:1 und verloren dann das Heimspiel gegen Italien mit 0:1. Zwar gewannen sie dann die beiden letzten Spiele gegen Kroatien (2:0) und die Republik Moldau (15:0, höchster Sieg in der Schweizer Länderspielgeschichte), da die Italienerinnen aber nur das Heimspiel gegen die Schweizerinnen verloren, ansonsten alle Spiele gewannen, reichte es für die Schweiz nur zum zweiten Platz. Als bester Gruppenzweiter war sie aber direkt für die zweite Runde der Play-offs qualifiziert, wo sie Heimrecht hatte und auf den Sieger des Erstrundenspiels Wales gegen Bosnien-Herzegowina traf. Mit 2:1 nach Verlängerung durch ein Last-Minute-Tor gelang die Qualifikation als bester Play-off-Sieger für die Endrunde.
Bei der Auslosung am 22. Oktober 2022 wurde die Schweiz in die Gruppe mit Neuseeland gelost, das als Gruppenkopf der Gruppe A gesetzt war. Zugelost wurden Norwegen und WM-Neuling Philippinen, gegen den noch nicht gespielt wurde. Am 1. Januar 2023 wurde Inka Grings neue Nationaltrainerin der Schweiz. In der Vorbereitung auf die WM erreichten die Eidgenossinnen fünf Remis und verloren ein Heimspiel gegen Island, das nicht für die WM qualifiziert war.
Mit einem 2:0-Sieg gegen die Philippinen und zwei torlosen Remis gegen die beiden anderen Gruppengegner wurden die Schweizerinnen Gruppensieger und trafen im Achtelfinal auf Spanien, wo sie mit 1:5 verloren.

## Spiele
Die Schweiz bestritt bisher acht Spiele, von denen zwei gewonnen und vier verloren wurden sowie zwei torlos endeten. Die Schweiz ist der zweite Neuling (nach Russland 1999), der sein erstes Spiel gegen den Titelverteidiger bestritt. Zudem trafen sie zweimal auf den Gastgeber und schieden einmal (2023) gegen den späteren Weltmeister aus. Die bisher einzigen Siege sind auch die höchsten gegen diese Mannschaften.
| Alle WM-Spiele |            |          |             |   |                 |             |                                                                             |
| Nr.            | Datum      | Ergebnis | Gegner      |   | Austragungsort  | Anlass      | Bemerkungen                                                                 |
| 1              | 08.06.2015 | 0:1      | Japan (TV)  | * | Vancouver (CAN) | Vorrunde    | Erstes Spiel und höchste Niederlage gegen Japan                             |
| 2              | 12.06.2015 | 10:1     | Ecuador     | * | Vancouver (CAN) | Vorrunde    | Erstes Spiel gegen Ecuador und höchster Sieg gegen eine CONMEBOL-Mannschaft |
| 3              | 16.06.2015 | 1:2      | Kamerun     | * | Edmonton (CAN)  | Vorrunde    | Erstes Spiel und höchste Niederlage gegen Kamerun                           |
| 4              | 21.06.2015 | 0:1      | Kanada      | A | Vancouver (CAN) | Achtelfinal |                                                                             |
| 5              | 21.07.2023 | 2:0      | Philippinen | * | Dunedin (NZL)   | Vorrunde    | Erstes Spiel gegen die Philippinen, erstes WM-Spiel für die Philippinen     |
| 6              | 25.07.2023 | 0:0      | Norwegen    | * | Hamilton (NZL)  | Vorrunde    |                                                                             |
| 7              | 30.07.2023 | 0:0      | Neuseeland  | A | Dunedin (NZL)   | Vorrunde    |                                                                             |
| 8              | 05.08.2023 | 1:5      | Spanien     | * | Auckland (NZL)  | Achtelfinal | Letztes Länderspiel von Gaëlle Thalmann                                     |

Anmerkung: Die fett gedruckte Mannschaft war zum Zeitpunkt des Spiels Meister ihrer Konföderation.

## Besonderheiten
Die Schweiz profitierte als erste Mannschaft von zwei Eigentoren einer Spielerin, der Ecuadorianerin Angie Ponce.